# Richard E. Taylor
Richard Edward Taylor, CC FRS FRSC (2. november 1929 – 22. februar 2018) var en canadisk fysiker og professor på Stanford University. Han modtog nobelprisen i fysik i 1990 sammen med Jerome Friedman og Henry Kendall "for deres pionérundersøgelser vedrørende meget uelastisk spredning af elektroner på protoner og bundne neutroner, der har været af essentiel vigtighed for udviklingen af kvarkmodellen i partikelfysik."